# Taj East Gate (métro d'Agra)
Taj East Gate est une station de métro à Agra, dans l'Uttar Pradesh, en Inde. Terminus sud-est de la seule ligne du métro d'Agra, elle a ouvert le 6 mars 2024, au lancement de ce réseau.